# Antonio Nasini

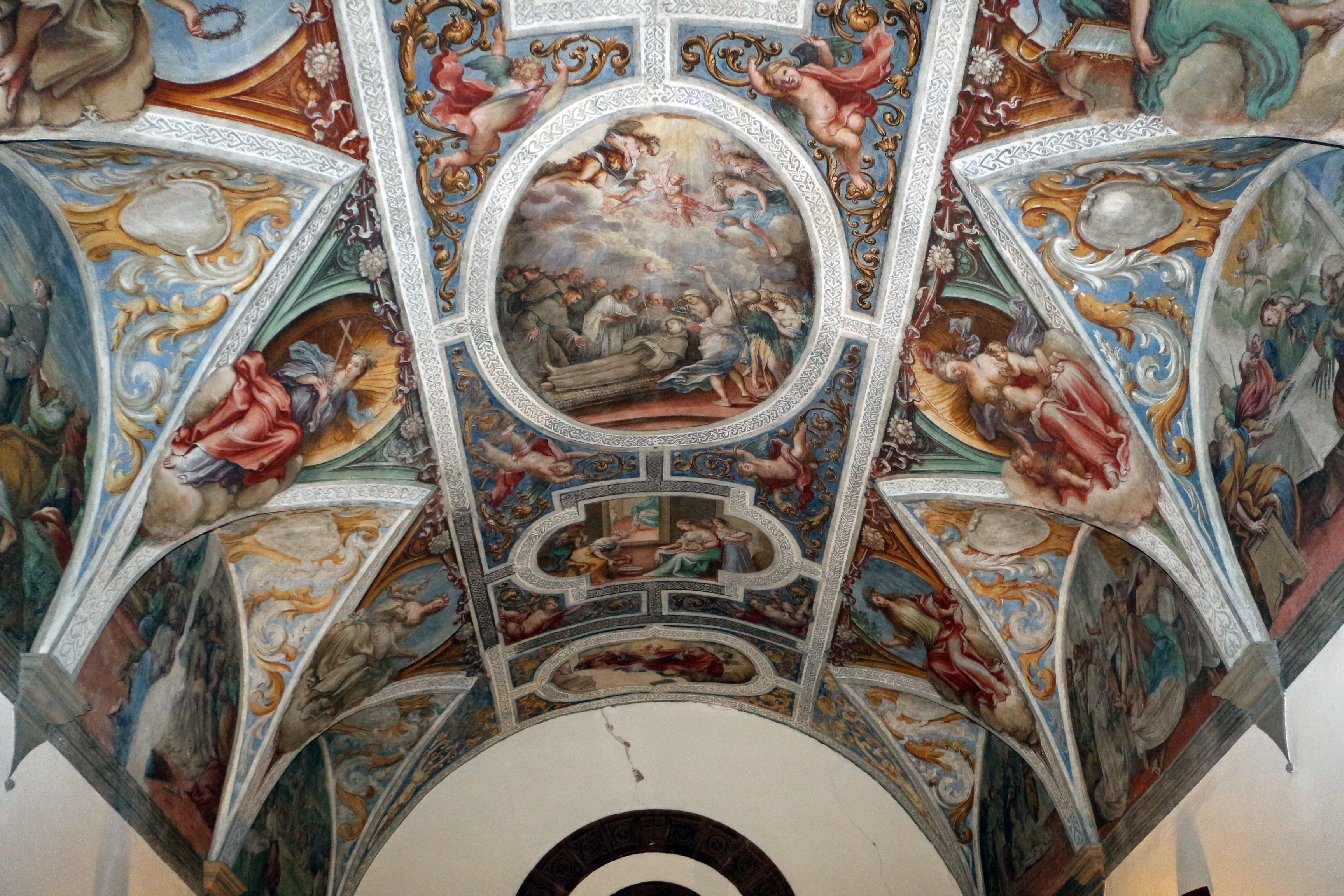
Affreschi di Antonio e Francesco Nasini nella chiesa di San Francesco a Grosseto

Antonio Nasini (Castel del Piano, 11 gennaio 1643 – Torrenieri, 28 giugno 1715) è stato un pittore e presbitero italiano, esponente del barocco toscano.

## Biografia
Figlio primogenito di Francesco e di Vittoria Bassi, fratello maggiore di Giuseppe Nicola Nasini, nacque a Castel del Piano nel 1643 e fu ordinato sacerdote.
La sua prima opera documentata risale al 1674, e si tratta di un affresco nel palazzo Pubblico di Siena, dove cinque anni più tardi realizzerà anche Alessandro VI crea sei nuovi cardinali senesi nella lunetta della sala del Capitano. Tra il 1680 e il 1683 realizza insieme al padre Francesco il ciclo di affreschi sulla Vita di sant'Antonio, nella cappella laterale della chiesa di San Francesco a Grosseto. Nel 1685 gli venne commissionata dal granduca Cosimo III la decorazione dell'antiporto di Camollia, ultimata il 2 luglio 1686 con la collaborazione del fratello Giuseppe Nicola.
Nell'ottobre 1686 ottenne un vitalizio granducale che gli dette per un tre anni la possibilità di soggiornare e studiare a Venezia con il fratello Giuseppe Nicola e il cugino Tommaso. Nella metà del 1689 lasciò Venezia per stabilirsi per un breve tempo a Fontanellato, dove dipinse due opere, influenzate dal Tintoretto: la Invenzione della vera Croce nella chiesa di Santa Croce e San Carlo Borromeo guarisce un appestato nella cappella di San Carlo alla Rocca Sanvitale. Ritornato l'anno successivo a Siena, qui concluse la sua attività artistica realizzando le decorazioni per la chiesa di San Donato (1690-1693), la tela di Enea Silvio Caprara-Piccolomini alla battaglia di Uscopia per l'antisala del Capitano al palazzo Pubblico (1690), e vari interventi in altre chiese cittadine e nei territori di Buonconvento, Montalcino e Asciano.
Morì il 28 giugno 1715 a Torrenieri, presso Montalcino.
Un suo Autoritratto, fino al 1768 custodito presso la collezione dell'abate Antonio Pazzi, è conservato agli Uffizi.